# Sidi Lazreg
Sidi Lazreg (în arabă سيدي لزرق) este o comună din provincia Relizane, Algeria.
Populația comunei este de 5.682 de locuitori (2008).